# Ettling (Adelsgeschlecht)

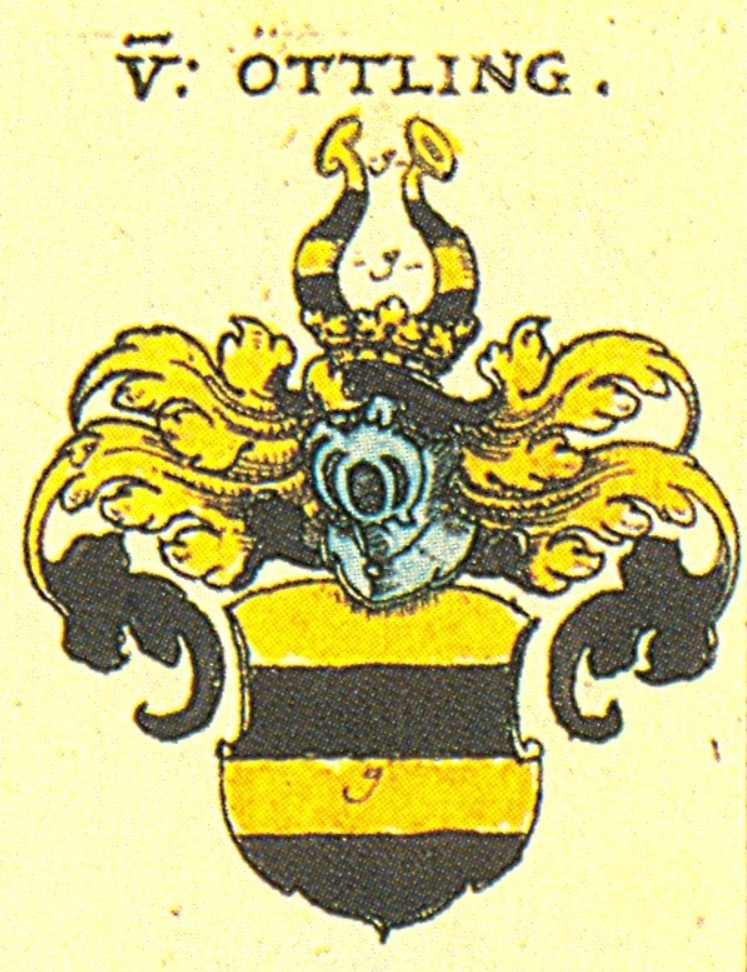
Wappen in Horst Appuhns Neuauflage Johann Siebmachers New Wappenbuch

Ettling, auch Uttling, Ottling, Oettling, Oteling, war der Name eines Adelsgeschlechts aus dem Kirchdorf Ettling im einst zum Landkreis Ingolstadt gehörigen Pförring. Das Wappen war einst am Isartor abgebildet.

## Geschichte
Bamberger Historiker, allen voran der Genealoge Ruprecht Konrad, nehmen an, dass die Herren von Ettling von den Herren von Kamm abstammten. Reginolt von Kamm sei identisch mit Reginolt von Ettling. Er war mit seinen Geschwistern Waltchun (Waldo) und Mazili 1090 Zeuge in einer Schenkung an das Kloster Münchsmünster (Pfaffenhofen).
Reginolts Sohn war Bischof Eberhard II. von Otelingen (Ettling). Seine Brüder Reginolt und Adelvolc nannten sich Herren von Reifenberg und gründeten 1145 das Kloster Speinshart.
Das Wappen der Herren von Ettling war einst am Isartor abgebildet, weil das Geschlecht Ludwig dem Bayer in der Schlacht bei Mühldorf ausgeholfen haben soll.

## Wappen
Blasonierung: Dreimal von Gold und Schwarz geteilt. Auf dem Helm zwei Büffelhörner wie der Schild geteilt. Die Helmdecken sind schwarz-golden.